# Friede Clausz
Friede Clausz (* 17. Juli 1986 in Halle (Saale)) ist ein deutscher Kameramann.

## Leben und Arbeit
Clausz wuchs in einer Musikerfamilie in Halle (Saale) auf und spielte seit seinem sechsten Lebensjahr 14 Jahre lang Violoncello. Später war er Schlagzeuger der Punkband 206.
Kurz nach seinem Abschluss an der Hochschule für Fernsehen und Film in München wurde er für die Teilnahme an den Berlinale Talents ausgewählt.
Sein Lebensmittelpunkt befindet sich derzeit in Halle/Leipzig und zeitweise in Mexiko.
Seit 2011 drehte er etliche Spielfilme, Dokumentarfilme und Kurzfilme. Der Kurzfilm Teardrop wurde auf drei verschiedenen Filmfestivals in der Kategorie Beste Kamera ausgezeichnet und war auf dem Filmfestival Plus Camerimage für die „Golden Tadpole“ nominiert.
Der Dokumentarfilm Ödland – Damit keiner das so mitbemerkt war auf der 63. Berlinale für den „Gläsernen Bären“ nominiert und gewann ebenfalls verschiedene Preise. Sein in Mexiko gedrehter Debütfilm Los Ángeles von Damian John Harper feierte seine Weltpremiere auf der 64. Berlinale und gewann unter anderem den LA Muse Award auf dem LA Film Fest, den First Steps Award und den Preis für Best Debütfilm auf Biberacher Filmfestspiele und dem Film Festival Guadalajara FICG.
Der Kinospielfilm 24 Wochen von Anne Zohra Berrached mit Julia Jentsch und Bjarne Mädel in den Hauptrollen war im Wettbewerb der 66. Berlinale für den goldenen Bären nominiert. Der Film lief auf zahlreichen nationalen und internationalen Festivals und wurde mit vielen Preisen ausgezeichnet.
Clausz war 2015 zusammen mit Franz Rogowski und David Wnendt in der Jury des Filmfestivals „Film Kunst Tage“.
Im Jahr 2016 wurde er als jüngster Kameramann im Berufsverband Kinematografie aufgenommen.

## Filmografie
Kinospielfilm
- 24 Wochen (2016, Regie Anne Zohra Berrached)
- Los Ángeles (2014, Regie Damian John Harper)
- Zwei Mütter (2013, Regie Anne Zohra Berrached)
- Immenhof – Das Abenteuer eines Sommers (2019, Regie Sharon von Wietersheim)
- 2023: Bratři

Kinodokumentarfilm
- Akt (2015, Regie Mario Schneider)
- Ödland- damit keiner das so mitbemerkt (2013, Regie Anne Kodura)

Kurzfilm
- Hunde wie wir (2012, Regie Anne Zohra Berrached)
- Teardrop (2011, Regie Damian John Harper)
- Fliehkraft (2011, Regie Marie Elisa Scheidt, Alexandra Wesolowski)

Drehbuch, Filmproduktion, Filmschnitt
- Ödland – Damit keiner das so mitbemerkt (2013, Regie Anne Kodura)

## Auszeichnungen
- First Steps Award – Los Ángeles
- European Panorama Plus Camerimage – Los Ángeles
- Cesilio Paniagua Award (Best Cinematography) Int. Short FF Almería en Corto – Teardrop
- Best Cinematography Int. Student FF Sehsüchte – Teardrop
- Best Cinematography Int. Film School Fest Munich – Teardrop
- Romanian Society of Cinematographers Award at Int. Short FF Cinemaiubit – Hunde wie wir